# Boukaris
Boukaris (griechisch Μπούκαρης (m. sg.)) ist ein kleiner Küstenort im Süden der griechischen Insel Korfu. Es liegt etwa 25 km südlich der Inselhauptstadt Kerkyra.
Boukaris wurde 1981 als Siedlung der damaligen Landgemeinde Kouspades anerkannt. Durch die Gemeindereform 1997 kam Boukaris zunächst zur Gemeinde Korissia, anschließend gemäß der Verwaltungsreform 2010 zur Gemeinde Kerkyra und schließlich 2019 zur Gemeinde Notia Kerkyra. Nach der Volkszählung 2011 hatte der Ort 54 Einwohner.
| 1981 | 1991 | 2001 | 2011 |
| ---- | ---- | ---- | ---- |
| 29   | 32   | 50   | 54   |

Tabelle: Einwohnerentwicklung von Boukaris